# Robot Honey
«Robot Honey» es el segundo "major single" de la cantante japonesa Aira Mitsuki. Después de 7 meses de espera este sencillo salió al mercado el 29 de octubre de 2008 y lo hizo con una sola edición con CD.

## Canciones
1. Robot Honey
2. Knee-high Girl
3. Every night heartfull music song
4. SAZAE FUNKADELiC
5. ROBOT HONEY (Sound Around remix)
6. SAZAE FUNKADELiC (TOKYO IKEJIRI PLASTIC BABE remix)
7. Robot Honey (digital mp3 mastering version)
8. Knee-high Girl (digital mp3 mastering version)
9. Every night heartfull music song (digital mp3 mastering version)
10. SAZAE FUNKADELiC (digital mp3 mastering version)

- Datos: Q6110192